# Fess Parker

Fess Parker, 1985

Fess Elisha Parker Jr.  (* 16. August 1924 in Fort Worth, Texas; † 18. März 2010 in Santa Ynez, Kalifornien) war ein US-amerikanischer Schauspieler und Winzer.

## Leben
Fess Parker wuchs in der Nähe von San Angelo auf, wo sein Vater eine Farm betrieb. Während des Zweiten Weltkrieges diente Parker in der US Navy. 1950 legte er an der University of Texas seinen Bachelor-Abschluss im Fach Geschichte ab.

### Filmkarriere
Anschließend zog Parker nach Kalifornien und studierte Schauspiel an der University of Southern California, mit dem Ziel einen Abschluss als Master of Arts in Theaterwissenschaft zu erwerben. Erste Engagements als Schauspieler verhinderten jedoch einen erfolgreichen Abschluss des Studiums.
Anfang der 1950er Jahre spielte Parker seine ersten Rollen in verschiedenen Kinofilmen, darunter Formicula (1954). Er wurde von den Walt-Disney-Studios unter Vertrag genommen und schlagartig bekannt durch seine Mitwirkung in der Disney-Fernsehserie Davy Crockett (1954–1956) und den daraus entwickelten, auch international eingesetzten Kinoveröffentlichungen Davy Crockett, König der Trapper (1955) und Flußpiraten (1956). Walt Disney machte ihn daraufhin auch zum Star seiner Kinospielfilme In geheimer Mission (1956), Zug der Furchtlosen (1956), Sein Freund Jello (1957) und Das Herz eines Indianers (1958). Die Walt Disney Company ernannte ihn 1991 zur Disney Legend.
In der US-Fernsehserie Daniel Boone spielte Parker von 1964 bis 1970 die historische Figur des Pioniers und Abenteurers Daniel Boone. Hier führte er bei einigen Folgen auch selbst Regie und betätigte sich als Produzent.
Parker heiratete am 18. Januar 1960 Marcella Belle Rinehart. Das Paar bekam zwei Kinder.

### Weitere Karriere

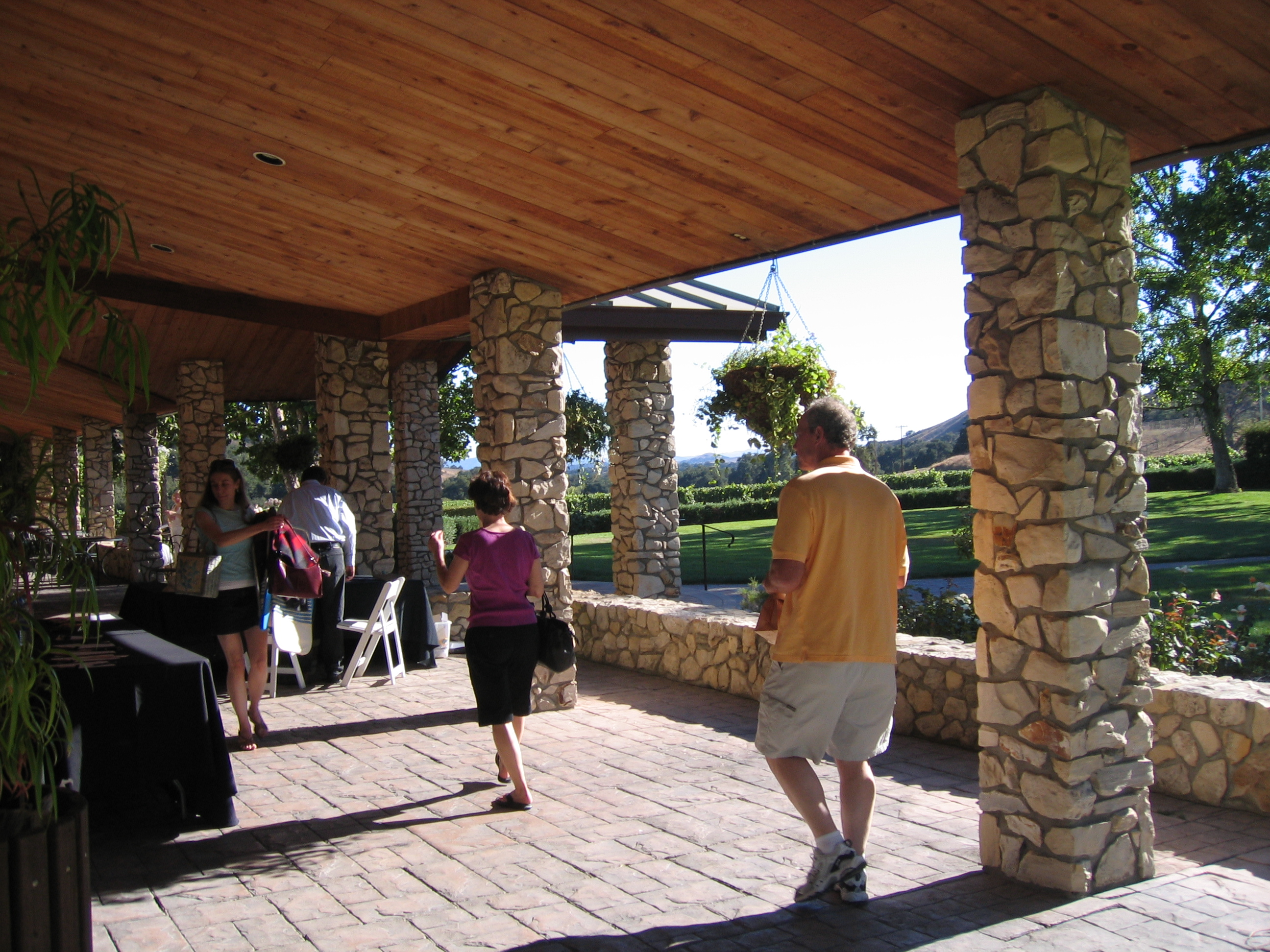
Das Fess Parker Weingut in Los Olivos im Weinbaugebiet Santa Ynez Valley AVA.

In den 1970er Jahren zog sich Fess Parker weitgehend aus dem Filmgeschäft zurück und war stattdessen als Immobilienmakler und Hotelier tätig. Ab dem Ende der 1980er Jahre betätigte er sich in Kalifornien als Winzer auf den familieneigenen Weingütern in Los Olivos im Santa Ynez Valley. Der Betrieb brachte mehrere preisgekrönte Weine hervor. In Anspielung auf seine Filmrolle als Davy Crockett wählte er als Logo des Unternehmens eine goldene Waschbärenmütze.
Parker war ein langjähriger Freund Ronald Reagans, dessen Anwesen in der Nähe von Parkers Weingütern liegt. Er vertrat Reagan 1985 in offizieller Mission in Australien. Von Michael Deaver, dem Berater des Präsidenten, wurde ihm das Amt des US-Botschafters für Australien angeboten, was er ablehnte. Er war auch als Herausforderer gegen Alan Cranston um das Amt des US-Senators im Gespräch.

## Filmografie (Auswahl)

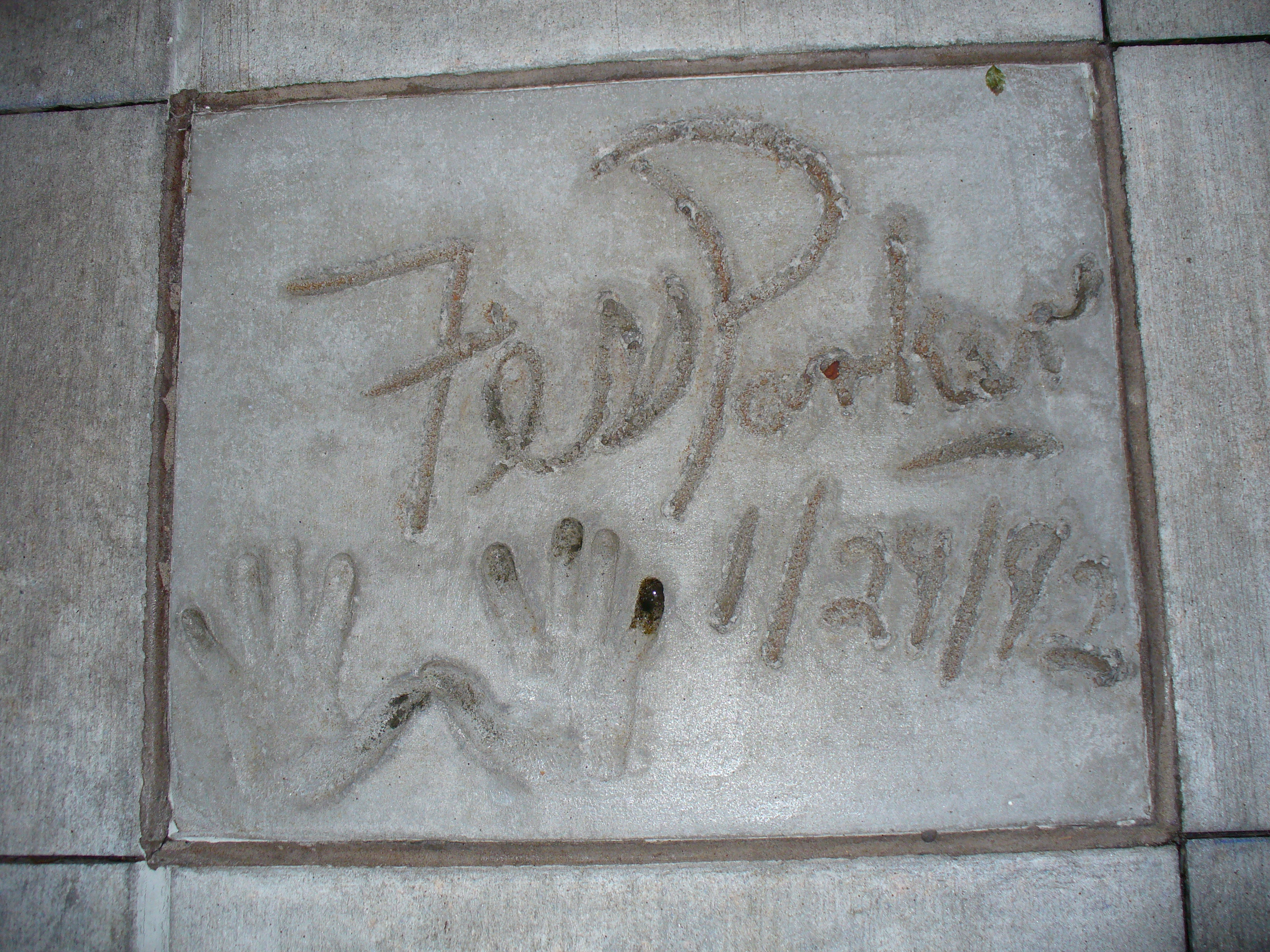
Handabdrücke von Fess Parker vor dem Hollywood Hills Amphitheater

- 1952: Der Tag der Vergeltung (Untamed frontier)
- 1954: Formicula (Them!)
- 1954–1956: Davy Crockett (Davy Crockett, Fernsehserie)
- 1955: Davy Crockett, König der Trapper (Davy Crockett, King of the Wild Frontier)
- 1956: Flußpiraten (Davy Crockett and the River Pirates)
- 1956: In geheimer Mission (The Great Locomotive Chase)
- 1956: Zug der Furchtlosen (Westward Ho the Wagons!)
- 1957: Sein Freund Jello (Old Yeller)
- 1958: Das Herz eines Indianers (The Light in The Forest)
- 1959: Der Henker (The Hangman)
- 1959: Der Herrscher von Kansas (The Jayhawkers!)
- 1962: Die ins Gras beißen (Hell Is for Heroes)
- 1962–1963: Mr. Smith Goes to Washington (Fernsehserie, 25 Folgen)
- 1964–1970: Daniel Boone (Fernsehserie, 154 Folgen)
- 1966: Smoky, Freund aus der Wildnis (Smoky)
- 1974: The Fess Parker Show (Fernsehserie)